# Rimski forum
Rimski forum (lat. Forum Romanum) bio je središte političkog, pravnog, gospodarskog, kulturnog i religioznog života drevnog Rima. Pod forumom se podrazumijevaju sve zgrade, spomenici i ostaci drevnih ruševina. U vrijeme Rima, Forum je bio urbano mjesto. 
Prvobitno, na mjestu rimskog foruma je bila močvarna dolina pored brežuljka Palatin, u kojoj su latinski naseljenici zakopavali svoje mrtve. Tek se negdje oko VI. stoljeća pr. Kr. nakon što je močvara isušena, dolina počela naseljavati.
490. pr. Kr. tamo su izgrađena dva hrama, posvećena bogovima Saturnu i Kastoru, što je ujedno i ubrzalo razvitak mjesta foruma kao gradskog središta. Sjeverno od Foruma, neposredno pored njega postojao je sve do Cezareve smrti i Comitium, kao središte rimske politike, koji je bila sačinjavana od Curie (zgrada Senata) i Rostre, javnog političkog podijuma rimskih političara. 
Slavoluke su gradili carevi u slavu velikih vojnih pobjeda. Ukupno ih ima tri, od kojih jedan, Augustov, nije sačuvan, Titov slavoluk obilježava pobjedu Rimljana u sukobu sa Židovima, a treći je slavoluk Septimija Severa. Najpoznatiji hram je Saturnov, a crkva San Lorenzo in Miranda.
U vrijeme cara Augusta, Forum je dobio svoj sjaj i ljepotu, popločan je mramorom i preuređen. Za vrijeme vladavine rimskih careva poslije Augusta, Forum je služio za religiozne obrede a manje u političke svrhe, pa je i s vremenom pao i u zaborav.
Rim je poznat po nazivu Vječni grad. Tu je mjesto gdje se taj vječni plamen čuvao - hram Vestalki. Vestalke su rimske svećenice koje je u dobi od 6-10 godina izabirao car. Biti izabrana bila je velika čast, a i donosilo je velike privilegije, koje nisu bile dostupne drugim ženama. Ta je dužnost trajala 30 godina, u tom su razdoblju svećenice morale živjeti u djevičanstvu, a glavna im je dužnost bila čuvati vječni plamen u hramu na Forum Romanumu. Inače, legenda kaže da su roditelji Romula i Rema, osnivača Rima, vestalka Rea Silvija i bog rata Mars, koji ju je napastovao.
U vrijeme kasne rimske Republike, Forum je naime postao mali, pa su svi vladari poslije Cezara koji je također izgradio Forum Iulium, počeli graditi svoje forume i hramove. 
Tek krajem 18. stoljeća izvršena su prva arheološka iskopavanja na mjestu Forum Romanuma.